# Endokrynologia
Endokrynologia – nauka o wydzielaniu wewnętrznym, gruczołach, hormonach i ich działaniu. Jako dziedzina medycyny, zajmuje się zaburzeniami funkcji gruczołów wydzielania wewnętrznego (zaburzenia wydzielania hormonów), np. przysadki mózgowej, tarczycy, nadnerczy, jajników. W Polsce endokrynologia jest specjalizacją lekarską trwającą 5 lat (2 lata modułu podstawowego z chorób wewnętrznych i 3 lata modułu specjalistycznego z endokrynologii). Jest to jedna z wzajemnie uznawanych specjalizacji w krajach Unii Europejskiej. Konsultantem krajowym endokrynologii od 7 czerwca 2019 roku jest prof. dr hab. n. med. Marek Ruchała. Diagnostyką i leczeniem zaburzeń endokrynologicznych u dzieci zajmuje się specjalizacja endokrynologia i diabetologia dziecięca.